# Oreophryne unicolor
Oreophryne unicolor és una espècie de granota que viu a Indonèsia.